# 犬牙天竺鯛
犬牙天竺鯛，為輻鰭魚綱天竺鯛科的其中一個種。

## 分布
本魚分布於中西大西洋區，包括巴哈馬群島、維德角群島、古巴、蓋亞那、蘇利南、牙買加、千里達、委內瑞拉、美國南部等海域。

## 深度
水深20至300公尺。

## 特徵
本魚呈長橢圓形，體稍側扁，頭大、眼大、口大且斜裂，下顎向前突出，下顎都有一排小牙齒，其中散佈著一些大犬齒，口腔頂部還有犁骨齒，背鰭2個，尾鰭叉形，背面呈半透明淡紅色、橙色或青銅色，頭部和身體的下面呈銀色，有一條淡淡的深色條紋從嘴部延伸，穿過眼睛到達鰓蓋頂部，背鰭硬棘7枚；背鰭軟條9枚；臀鰭硬棘2枚；臀鰭軟條9枚。體長可達11公分。

## 生態
本魚喜棲息於較深的礁區露出礁石，喜群游，通常夜間活動，屬肉食性，以小魚及頭足類、甲殼類等為食。繁殖期時，雄魚具有口孵習性，卵約7日化成仔魚，由雄魚吐出，具短暫的仔魚飄浮期。

## 經濟利用
不具任何經濟價值。

## 外部連結
1. ↑  Gilmore, G. & Fraser, T. . The IUCN Red List of Threatened Species. 2015, 2015: e.T185924A1789864. doi:10.2305/IUCN.UK.2015-2.RLTS.T185924A1789864.en .
2. ↑  Baillie, Nicolas. . WoRMS. 2020  [7 May 2020].